# Ганнівка (Криворізький район)
Га́ннівка — село в Україні, у Широківській селищній громаді Криворізького району Дніпропетровської області. 
Орган місцевого самоврядування — Шестірнянська сільська рада. Населення — 236 мешканців.

## Географія
Село Ганнівка розташоване на лівому березі річки Інгулець, вище за течією за 1 км розташоване село Шестірня, нижче за течією за 8 км розташоване село Новобратське (Високопільський район), на протилежному березі — село Заградівка (Високопільський район). 
По селу протікає річка Кобильна (притока Інгульця), яка влітку пересихає і не має постійного водотоку. Під час паводку переповнюються ставки, що розташвані вздовж балки, річка виходить з берегів та підтоплює садиби в селі Ганнівка. 
На північний схід від села розташований регіональний ландшафтний парк «Балка Кобильна».

## Населення

### Мова
Розподіл населення за рідною мовою за даними перепису 2001 року:
| Мова       | Кількість | Відсоток |
| ---------- | --------- | -------- |
| українська | 229       | 97.03%   |
| російська  | 5         | 2.12%    |
| білоруська | 2         | 0.85%    |
| Усього     | 236       | 100%     |

## Релігія
В селі розташований Храм Святої праведної Ганни ПЦУ (вул. Леніна, 8).